# Rubén Vanoli
Rubén Francisco Vanoli – piłkarz urugwajski, pomocnik.
Jako piłkarz klubu River Plate Montevideo wziął udział w turnieju Copa América 1953, gdzie Urugwaj zajął trzecie miejsce. Vanoli zagrał w czterech meczach - z Boliwią, Paragwajem (w 17 minucie zastąpił na boisku Luisa Cruza), Brazylią i Ekwadorem (tylko w pierwszej połowie - w przerwie zmienił go Luis Cruz).
Vanoli od 30 kwietnia 1950 roku do 23 marca 1953 roku rozegrał w reprezentacji Urugwaju 5 meczów i nie zdobył żadnej bramki.